# Hälsopedagog
En hälsopedagog arbetar med hälsa, livsstil och beteendeförändringar för individer och har ett salutogent perspektiv på hälsa. Salutogenes innebär fokus på det som gör individen frisk. Inom folkhälsovetenskapen studeras de faktorer som är hälsosamma samt modeller som kan användas för att främja hälsa hos befolkningen i ett samhällsperspektiv.
Hälsopedagoger kan erbjuda bland annat hälsovägledning, massage, föreläsningar eller hälsoprofilbedömningar.

## I Sverige
Hälsopedagog är i Sverige utbildad inom en samhälls- och beteendevetenskaplig utbildning som består av huvudämnet pedagogik kombinerat med folkhälsovetenskap.
Hälsopedagogyrket är relativt nytt i Sverige och har ännu inte hunnit institutionalisera sig. Hälsopedagoger som arbetar med folkhälsa kallas ofta folkhälsoplanerare eller folkhälsosamordnare.